# Semaeopus sabuloides
Semaeopus sabuloides là một loài bướm đêm trong họ Geometridae.